# Alfonso Bedoya
Pour les articles homonymes, voir Bedoya.
Alfonso Bedoya est un acteur mexicain, né à Vicam (Sonora, Mexique) le 16 avril 1904 et mort à Mexico (Mexique) le 15 décembre 1957.

## Biographie
Alfonso Bedoya débute au cinéma en 1935, et participe en tout à 77 films, exclusivement mexicains jusqu'en 1947. Ainsi, il apparaît en 1942 dans Les Trois Mousquetaires de Miguel M. Delgado avec Cantinflas. En 1947, il collabore à son premier film américain (Bells of San Fernando) et l'année suivante (1948), il joue le rôle du chef de bande mexicain, dans Le Trésor de la Sierra Madre de John Huston, aux côtés d'Humphrey Bogart. Les films qu'il tourne ensuite sont majoritairement américains et le dernier en 1957 — peu avant son décès —, Les Grands Espaces de William Wyler (rôle de Ramón Guiteras), avec Gregory Peck, sort en 1958.

## Filmographie partielle
- 1937 : Almas rebeldes d'Alejandro Galindo
- 1938 : La Golondrina de Miguel Contreras Torres
- 1938 : Mientras México duerme d'Alejandro Galindo
- 1939 : El Capitan aventurero d'Arcady Boytler
- 1940 : Los de abajo de Chano Urueta
- 1941 : Hasta que llovió en Sayula de Miguel Contreras Torres
- 1941 : El Rápido de las 9.15 d'Alejandro Galindo
- 1941 : El Gendarmo desconocido de Miguel M. Delgado
- 1942 : Virgen de medianoche d'Alejandro Galindo
- 1942 : Simón Bolívar de Miguel Contreras Torres
- 1942 : Soy puro mexicano d'Emilio Fernández
- 1942 : Les Trois Mousquetaires (Los Tres Mosqueteros) de Miguel M. Delgado
- 1943 : L'Ouragan (Flor silvestre) d'Emilio Fernández
- 1943 : Doña Bárbara de Fernando de Fuentes et Miguel M. Delgado
- 1944 : Mis hijos de René Cardona
- 1944 : Me ha besado un hombre de Julián Soler
- 1944 : La Mujer sin cabeza de René Cardona
- 1945 : Me he de comer esa tuna de Miguel Zacarías
- 1945 : Les Abandonnées (Las Abandonadas) d'Emilio Fernández
- 1945 : El Jagüez de la ruinas de Gilberto Martínez Solares
- 1945 : Sendas del destino de Juan José Ortega
- 1945 : Canaima de Juan Bustillo Oro
- 1945 : Hasta que perdió Jalisco de Fernando de Fuentes
- 1946 : No basta ser charro de Juan Bustillo Oro
- 1946 : La Hija del payaso de Joselito Rodríguez
- 1947 : El Tigre de Jalisco de René Cardona
- 1947 : Si me han de matar mañana de Miguel Zacarías
- 1947 : Gran Casino ou Tampico de Luis Buñuel
- 1947 : La Perle (La Perla) d'Emilio Fernández
- 1948 : Le Trésor de la Sierra Madre (The Treasure of the Sierra Madre) de John Huston
- 1948 : Tam-tam sur l'Amazone (Angel on the Amazon) de John H. Auer
- 1948 : Ange en exil (Angel in Exile) d'Allan Dwan et Philip Ford
- 1949 : La Chevauchée de l'honneur (Streets of Laredo) de Leslie Fenton
- 1949 : Incident de frontière (Border Incident) d'Anthony Mann
- 1950 : Les Nouvelles Aventures du capitaine Blood (Fortunes of Captain Blood) de Gordon Douglas
- 1950 : La Rose noire (The Black Rose) d'Henry Hathaway
- 1951 : Le Cavalier de la mort (Man in the Saddle) d'André de Toth
- 1952 : Por ellas aunque mal paquen de Juan Bustillo Oro
- 1952 : Californie en flammes (California Conquest) de Lew Landers
- 1953 : Les Massacreurs du Kansas (The Stranger wore a Gun) d'André de Toth
- 1953 : Sombrero de Norman Foster
- 1954 : Ricochet Romance de Charles Lamont
- 1954 : Les Rebelles (Border River) de George Sherman
- 1955 : Dix hommes à abattre (Ten Wanted Men) d'H. Bruce Humberstone
- 1956 : La Doncella de piedra de Miguel M. Delgado
- 1958 : Les Grands Espaces (The Big Country) de William Wyler